# Моя леди Джейн

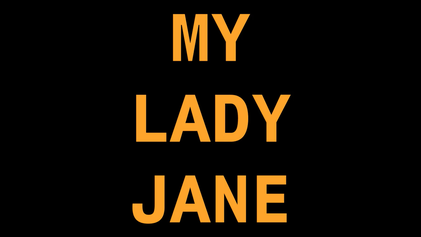
Заставка "My Lady Jane"

«Моя леди Джейн» (англ. My Lady Jane) — британский телевизионный сериал, основанный на историко-фантастическом романе Джоди Мидоуз, Броди Эштон и Синтии Хэнд «My Lady Jane». Сериал представляет собой фэнтезийное переосмысление жизни леди Джейн Грей, английской королевы, которая была провозглашена монархиней в 1553 году на короткий срок в девять дней.

## Сюжет
Леди Джейн Грей и её муж Гилфорд живут во времена правления короля Эдуарда, сына Генриха VIII. Неожиданно для себя она становится коронованной королевой за одну ночь и превращается в цель преступников, желающих заполучить её трон и лишить её головы.
Сюжет сериала фокусируется на жизни и судьбе леди Джейн Грей, одной из самых трагических фигур в истории Англии. Однако в отличие от большинства исторических драм, этот сериал предлагает фантазийно-юмористическое переосмысление событий, сохраняя историческую достоверность в ключевых моментах сюжета.

## Главные роли и актёрский состав
- Эмили Бейдер — леди Джейн Грей

- Эдвард Блюмель — лорд Гилфорд Дадли

- Анна Чанселлор — леди Фрэнсис Грей

- Роб Брайдон — лорд Дадли

- Доминик Купер — лорд Сеймур

- Кейт О'Флинн — Мария I Тюдор

- Оливер Крис — Рассказчик

## Производство
Телевизионная адаптация романа «My Lady Jane» была анонсирована в 2022 году. Режиссёрами сериала выступили британские кинематографисты, работающие в жанре исторической драмы. Однако сериал отличается от классических исторических проектов своей лёгкостью и юмором.
Съёмки сериала проходили в Великобритании, а точнее в исторических местах, связанных с эпохой Тюдоров, что помогло воссоздать атмосферу времён правления Генриха VIII и его детей. Сценарист Джемма Бёрджесс сотрудничала с авторами оригинальной книги, чтобы сохранить в сериале тон и стиль романа.

## Критика и ожидания
Ещё до премьеры сериал «Моя леди Джейн» вызвал значительный интерес среди любителей исторической фантастики и комедийных сериалов. Поскольку оригинальный роман был высоко оценен за необычный подход к историческим событиям, многие ожидают, что и телевизионная версия сохранит этот баланс между историей и фантазией. Это отличает «Мою леди Джейн» от других телевизионных проектов, посвящённых эпохе Тюдоров и событиям 16 века.